# 鳥取県道329号淀江琴浦線
鳥取県道329号淀江琴浦線（とっとりけんどう329ごう よどえことうらせん）は、鳥取県米子市から東伯郡琴浦町に至る一般県道である。

## 概要
米子市淀江町淀江から東伯郡琴浦町大字赤碕に至る。

### 路線データ
- 起点：米子市淀江町淀江（鳥取県道172号淀江停車場線交点）
- 終点：東伯郡琴浦町大字赤碕（赤碕駅入口交差点、国道9号交点）
- 総延長：約23.4 km

## 歴史
- 2018年（平成30年）3月31日 - 鳥取県告示第219号により認定され、同日の鳥取県告示第222号により区域が決定され、同日の鳥取県告示第224号により供用を開始する[1]。

前身は同日の鳥取県告示第220号により廃止された鳥取県道310号坊領淀江停車場線・鳥取県道278号下市赤碕停車場線の各一部、同日の鳥取県告示第223号により経路が変更された鳥取県道289号船上山赤碕線の旧道の一部、および、大山広域農道の一部である。
- 2022年（令和4年）3月31日 - 鳥取県告示第153号により米子市淀江町福岡から西伯郡大山町平までの経路を妻木晩田遺跡経由に変更し、旧道は大山広域農道の単独区間となった[2]。

## 路線状況

### 重複区間
- 大山広域農道（米子市淀江町福岡・白鳳高校前交差点 - 米子市淀江町福岡）
- 大山広域農道（西伯郡大山町平 - 西伯郡大山町下市）
- 鳥取県道36号名和岸本線（西伯郡大山町神原・神原交差点 - 西伯郡大山町高田・高田工業団地東口交差点）

### 道路施設

#### 橋梁
- 狐塚橋（月の輪川、東伯郡琴浦町）

## 地理

### 通過する自治体
- 鳥取県
  - 米子市 - 西伯郡大山町 - 米子市 - 西伯郡大山町 - 東伯郡琴浦町

### 交差する道路
| 交差する道路                                                                                | 市町村名 | 市町村名 | 交差する場所         | 交差する場所            |
| ------------------------------------------------------------------------------------------- | -------- | -------- | -------------------- | ----------------------- |
| 鳥取県道172号淀江停車場線                                                                   | 米子市   | 米子市   | 淀江町淀江           | 起点                    |
| 鳥取県道279号淀江インター線                                                                 | 米子市   | 米子市   | 淀江町福岡           |                         |
| 大山広域農道 重複区間起点                                                                   | 米子市   | 米子市   | 淀江町福岡           | 白鳳高校前交差点        |
| 大山広域農道 重複区間終点                                                                   | 米子市   | 米子市   | 淀江町福岡           |                         |
| 大山広域農道 重複区間起点                                                                   | 西伯郡   | 大山町   | 平                   |                         |
| 鳥取県道36号名和岸本線 重複区間起点 鳥取県道158号大山口停車場大山線 鳥取県道243号中高妻木線 | 西伯郡   | 大山町   | 神原                 | 神原交差点              |
| 鳥取県道36号名和岸本線 重複区間終点                                                         | 西伯郡   | 大山町   | 高田                 | 高田工業団地東口交差点  |
| 鳥取県道277号豊房名和線                                                                     | 西伯郡   | 大山町   | 門前                 | 下大山交差点            |
| 鳥取県道240号旧奈和西坪線                                                                   | 西伯郡   | 大山町   | 加茂                 |                         |
| 鳥取県道54号豊房御来屋線                                                                    | 西伯郡   | 大山町   | 小竹                 |                         |
| 鳥取県道276号高橋松河原線 大山広域農道 重複区間終点                                         | 西伯郡   | 大山町   | 下市                 |                         |
| E9 山陰自動車道                                                                             | 西伯郡   | 大山町   | 石井垣（いわいがき） | 12-1 中山IC             |
| 鳥取県道239号羽田井植松線                                                                   | 西伯郡   | 大山町   | 樋口（ひのくち）     | 樋口交差点              |
| 中部広域農道                                                                                | 西伯郡   | 大山町   | 栄田                 |                         |
| E9 山陰自動車道 鳥取県道228号赤碕中山インター線                                             | 西伯郡   | 大山町   | 栄田                 | 12 赤碕中山IC           |
| 琴浦町道（赤碕）51号黒川線                                                                  | 東伯郡   | 琴浦町   | 大字箆津（のつ）     |                         |
| 鳥取県道289号船上山赤碕線                                                                   | 東伯郡   | 琴浦町   | 大字赤碕             |                         |
| 国道9号                                                                                     | 東伯郡   | 琴浦町   | 大字赤碕             | 赤碕駅入口交差点 / 終点 |

### 交差する鉄道
- 山陰本線

### 沿線
- JR西日本山陰本線
  - 淀江駅 - 赤碕駅
- 鳥取県立米子白鳳高等学校
- 琴浦町立赤碕中学校
- 鳥取県立琴の浦高等特別支援学校